# 三輪テツヤ
三輪 テツヤ（みわ テツヤ、1967年5月17日 - ）は、日本のギタリスト、作曲家。ロックバンドスピッツでギターを担当。本名および作詞名義、三輪 徹也（みわ てつや）。
静岡県静岡市生まれ、藤枝市育ち。ロード&スカイ内のGrass Hopper所属。

## 人物

### 概要
- 身長は168cm。
- 二卵性双生児の姉がいる。また、12歳下の弟がいる。
- 既婚者で一児の父。
- 毎年変わる個性的な髪型とサングラスがトレードマーク（93〜94年にかけてはメガネにしていた時期もある）。メンバー曰く、スピッツの写真はテツヤの髪型を見るだけで、いつの時代かが分かるようになっているという。
- エビアレルギーである。

### 来歴
- 生まれは静岡市。幼少時代は転校を繰り返しており、茨城県や神奈川県に住んでいたこともある。
- ベースの田村明浩とは小学校6年生のときに出会った幼なじみ。
- 中学時代はバレーボール部に所属。その関係で坊主頭だったが、天然パーマが目立つため嫌だったという。この頃ギターを始め、田村及び他のもう一名と初めてのバンド「田村バンド」を結成する。
- 藤枝明誠高等学校では周りの推薦で生徒会長をつとめた。
- 文化服装学院ファッション工科専門課程アパレルデザイン科卒業。フォークソング部にて、ドラムの﨑山龍男と知り合った。
- インディーズ時代はかなりの貧乏であったため、腐ったモヤシを食べ続けて、栄養失調になったことがある。しかし、それがきっかけでアレルギー性鼻炎が治った。
- 2008年9月26日のファンクラブ会報にて、2006年に肺癌の手術を受けたことを告白。現在も、定期的に通院しながら音楽活動を続けていくと発表。
- 2021年11月の「大好物」リリース時のSNS企画で「麺類」全般が好物であることを明かしている。

### 音楽的影響
- 少年時代はHR/HMファンで[3]、キッスのコピーバンドを結成していた。また、レインボーのファンで、中でもディストーションギターによるクラシック調のアルペジオで展開されるバッキングを好んでおり、後のアルペジオ好きに繋がっていった。
- レゲエファンでもあり、主にファッション面での影響が強く見られる。

## 音楽活動
- アルペジオの名手として知られる。ブレイク前はアルペジオ一辺倒のプレイスタイルを危惧していたが、「ロビンソン」がヒットしてからは、アルペジオに自信を持つようになったと語っている。
- 「月に帰る」「死神の岬へ」「鈴虫を飼う」「リコシェ号」「花泥棒」「宇宙虫」の作曲を手がけている。作曲の際は草野マサムネ同様本名の「三輪徹也」を用いる。
- デビュー初期の頃は、本人曰く、ギタリストとしての立場をたたせるという不純な動機で作曲をしていた、という。
- メンバーの中で一際目立つ風貌と裏腹にライブ等で派手な動きをすることはなく、演奏も基本に忠実で丁寧なプレイスタイルである。

## 使用機材
- ギター
  - Epiphone Casino 1964 - 「魔法のコトバ」、「ヘビーメロウ」のMVで見ることができる。
  - Fender Mustang
  - Fender Telecaster
  - Fender Jazzmaster 1961 - 「ありがとさん」等のMVで見ることができる。
  - Gibson Flying V Cherry - 「魔法のコトバ」のMVで見ることができる。
  - Gibson Les Paul Custom 1957 Reissue - 「優しいあの子」のMVで見ることができる。
  - Gibson Les Paul Gold Top 1954 - ライブなどでも使用頻度の高い一本。「春の歌」、「君は太陽」等のMVで見ることができる。
  - Gibson SG
  - Sago Curious Shinon - オーダーメイドギター。